# Patricia Etnel
Patricia Nancy Lemmob-Etnel (Paramaribo, 17 juni 1976 – aldaar, 22 juni 2025) was een Surinaamse politicus. Ze was lid van de Nationale Partij Suriname (NPS). Ze maakte in 2015 haar entree in De Nationale Assemblée (DNA) en werd in 2020 en 2025 herkozen. Ze overleed voordat ze in 2025 opnieuw geïnstalleerd zou worden.

## Biografie
Etnel groeide op in Pontbuiten, een van de stadsressorten van Paramaribo. Ze was katholiek en misdienaar in haar kerk. Als tiener werd ze derde tijdens een Miss Teen Age Contest. Ze verzorgde KBC-programma's bij de omroep SRS en later bij de omroep STVS. Ze richtte op haar zestiende de Surinaamse Jongeren Organisatie op. Rond deze tijd verhuisde ze naar Charlesburg in Paramaribo. Ze studeerde bestuurskunde aan de Anton de Kom Universiteit van Suriname. Hierna volgde ze een studie governance aan het Lim A Po-instituut. Hier behaalde ze een master in bestuurskunde. Etnel had drie zonen.
Op haar zestiende kreeg ze interesse voor de politiek nadat ze een gesprek had gehad met president Ronald Venetiaan. Zes jaar later werd ze ook zelf actief op politiek vlak. Ze las er veel over, bijvoorbeeld over de periode van Johan Adolf Pengel. Ze kreeg van haar moeder mee dat de revolutie, de term die aanhangers van Bouterse geven aan de staatsgreep van 1980, niets positiefs voor Suriname heeft opgeleverd. Ze werd benaderd door meerdere partijen en koos uiteindelijk voor de NPS. Ze stelde zich kandidaat tijdens de verkiezingen van 2015 en werd gekozen tot lid van DNA.
In 2015 begeleidde ze het project Sterkere Gezinnen een Betere Toekomst, dat werd gestart door Gregory Rusland samen met een groep pedagogen; Rusland is naast NPS-voorzitter ook directeur van het Institute for Development Planning and Management (IDPM). Daarnaast werkte ze parttime als docent in de vakken statistiek en methoden en technieken. Ze gaf begeleiding aan studenten die zich in de eindfase van hun studie bevonden en werkte aan een proefschrift waarmee ze haar doctorstitel wilde verwerven. Tijdens de verkiezingen van 2020 werd ze herkozen voor een periode van vijf jaar in DNA.
Sinds september 2024 zette ze vanwege haar gezondheid haar parlementaire werkzaamheden op een lager pitje. Ook wilde ze om die reden minder fysiek aanwezig zijn. "Het hoeft niet persoonlijk; via Facebook en YouTube kan het ook," vulde ze aan. Bij een ruggenprik werden zenuwen die haar been aansturen aangetast waardoor ze moeilijkheden kreeg met bewegen.
Ze deed mee aan de verkiezingen van 2025 op nummer 2 van de lijst van de NPS. Ze werd herkozen voor een nieuwe termijn, maar had in een gesprek met partijleider Gregory Rusland al aangegeven vanwege haar ziekte niet te willen bewilligen. Ze overleed een week voordat de nieuwe Assemblée aantrad. Enkele dagen eerder werd ze 49 jaar oud.